# حسن كامل الصباح

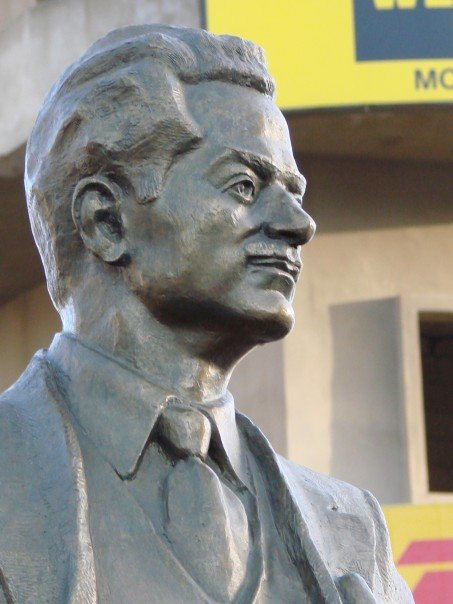
صورة لتمثال حسن كامل الصباح عن قرب

حسن كامل الصبّاح (النبطية، لبنان 16 أغسطس 1894- 31 مارس 1935) هو مخترع لبناني، تنسب إليه عشرات الاختراعات التي سجلت في 13 دولة منها: الولايات المتحدة الأمريكية، وبلجيكا، وكندا، وبريطانيا، وفرنسا، وإيطاليا، وأستراليا، والهند، واليابان، وإسبانيا، واتحاد دول أفريقيا الجنوبية، بالإضافة إلى العديد من النظريات الرياضية في مجال الهندسة الكهربائية، الأمر الذي أكسبه لقب «أديسون الشرق» وكان يعمل في البالونات واغترب في أمريكا لدراسة الهندسة الكهربائية.

اعتبر الكاتب اللبناني قاسم محمد عثمان أن حسن كامل الصباح من المخترعين الذين تم نسيانهم من قبل الدولة اللبنانية من حيث إظهاره كشخصية علمية لبنانية من جهة وتقيمه وإظهاره للعلن من جهةٍ أخرى.

ظهر اهتمامه وهو في الابتدائية في الرياضيات والهندسة وقد ذكرت والدته قصة أول اختراعات الطفولة لحسن إذ طلب منها بضعة نقود وذهب لشراء بعض الحاجيات ودخل للعمل في حجرته وعند خروجه كان قد أطلق في الحي بالون ورقي يطير بواسطة الغاز.
انتقل الصباح من المدرسة الابتدائية في النبطية إلى الإعدادية في بيروت، ثم دخل الكلية الإنجيلية السورية وهي الجامعة الأمريكية حالياً .
وفي الكلية ذهب للإطلاع على علم الفلك في مقابل دراسته للفيزياء في عام 1916 دخل في صفوف الخدمة العسكرية الإجبارية للجيش العثماني فالتحق بقسم اللاسلكي واختلط بالمهندسين الألمان وتعلم منهم الألمانية وتابع أبحاثه في الكهرباء وتمت ترقيته إلى مرتبة ملازم أول.

وبعد انتهاء الحرب غادر إلى دمشق حيث سكن هنالك فترة ثم غادر إلى بيروت فعمل مدرس ثم هاجر إلى بوسطن للانتساب بالجامعة هناك بسبب سوء وضعه المالي ترك الدراسة الجامعية وعمل كمهندس عام 1921 في شركة جنرال الكتريك رغم عدم حصوله على شهادة الهندسة.
التحق بسرية التلغراف اللاسلكي عام 1916 ثم عمل مدرساً للرياضيات في دمشق عام 1918. اطّلع على نظريات العلماء في مجال الذرة والنسبية، وكتب حولها المقالات فشرح موضوع الزمان النسبي والمكان النسبي والأبعاد الزمانية والمكانية والكتلة والطاقة.
عام 1921 غادر دمشق وعاد إلى الجامعة الأمريكية مرة أخرى لتدريس الرياضيات. وعام 1927 توجه إلى أمريكا حيث التحق بشركة الكهرباء العامة في ولاية نيويورك والتي كانت تعتبر أعظم شركات الكهرباء في العالم. وهناك تفتقت قريحته عن العديد من الاختراعات فما كان من رؤسائه في العمل إلا أن خصصوا له مختبراً ومكتبًا وعينوا عددًا من المهندسين الذين يعملون تحت إدارته.
عام 1928 اخترع جهازاً للتلفزة يستخدم تأثير انعكاس الإلكترونيات من فيلم مشع رقيق في أنبوب الأشعة المهبطية الكاثودية، وهو جهاز إلكتروني يمكن من سماع الصوت في الراديو والتليفزيون ورؤية صاحبه في آن واحد.
كما اخترع جهازًا لنقل الصورة عام 1930، ويستخدم اليوم في التصوير الكهروضوئي، وهو الأساس الذي ترتكز عليه السينما الحديثة، وخاصة السينما سكوب بالإضافة إلى التليفزيون. وفي العام نفسه اخترع جهازًا لتحويل الطاقة الشمسية إلى طاقة كهربائية مستمرة، وقد عرض الصباح اختراعه هذا على الملك فيصل الأول ملك العراق ليتبناه، ولكنه مات ثم عرضه على الملك عبد العزيز بن سعود لاستخدامه في صحراء الربع الخالي، ولكن الصباح مات بعد فترة وجيزة.
تم تكريمه حيث كان العربي الوحيد الذي حاز لقب فتى العلم الكهربائي من معهد المهندسين الكهربائيين الأمريكيين.
بلغ مجموع ما سُجل للصبّاح من اختراعات في مجال إلكترونيّات القدرة 26 اختراعا، منفردًا و 9 اختراعات أنجزها بالتشارك مع بعض زملائه المهندسين الكهربائيين، وتندرج هذه الاختراعات، المسجلة في مكتب التسجيل الاتحادي (U. S.P.T.O.)، تحت العناوين التّالية:
| 1- جدول اختراعات منفردة | |                                 |                                 |
|                         | إسم الإختراع | مكتب التسجيل الإتحادي في واشنطن | مكتب التسجيل الإتحادي في واشنطن |
| رقم التسجيل             | إسم الإختراع | تاريخ التسجيل                   |                                 |
| 1                       | PRESSURE-CONTROL APPARATUS جهاز التحكم في الضغط                                                                              | 1618109                         | 15 شباط 1927                    |
| 2                       | VAPOR-Electric-ARC APPARATUS جهاز القوس الكهربائي البخاري                                                                    | 1669147                         | 8 أيّار 1928                     |
| 3                       | RECTIFYING SYSTEM نظام مقوّم                                                                                                  | 1689502                         | 30 تشرين الأول 1928             |
| 4                       | TRANSMISSION OF PICTURES AND VIEWS إرسال الصور والمناظر                                                                      | 1694982                         | 11 كانون الأول 1928             |
| 5                       | TRANSMISSION OF PICTURES AND VIEWS إرسال الصور والمناظر                                                                      | 1706185                         | 19 آذار 1929                    |
| 6                       | TRANSMISSION OF PICTURES AND VIEWS إرسال الصور والمناظر                                                                      | 1747988                         | 18 شباط 1930                    |
| 7                       | VAPOR ELECTRIC DEVICE أداة كهربائية بخارية                                                                                   | 1752204                         | 25 آذار 1930                    |
| 8                       | POWER CONVERTING APPARATUS جهاز لتغيير الطاقة                                                                                | 1752205                         | 25 آذار 1930                    |
| 9                       | APPARATUS FOR MEASURING PRESSURE جهاز لقياس الضغط                                                                            | 1754180                         | 8 نيسان 1930                    |
| 10                      | ELECTRIC POWER CONVERTING APPARATUS جهاز لتغيير الطاقة الكهربائية                                                            | 1838001                         | 22 كانون الأول 1931             |
| 11                      | POWER CONVERTING APPARATUS جهاز لتغيير الطاقة                                                                                | 1839122                         | 29 كانون أول 1931               |
| 12                      | POWER CONVERTING APPARATUS جهاز لتغيير الطاقة                                                                                | 1839166                         | 29 كانون أول 1931               |
| 13                      | ELECTRIC DISCHARGE DEVICE أداة تفريغ كهربائية                                                                                | 1855154                         | 19 نيسان 1932                   |
| 14                      | POWER CONVERTING APPARATUS ELECTRIC جهاز لتغيير الطاقة الكهربائية                                                            | 1870027                         | 2 آب 1932                       |
| 15                      | ELECTRIC TRANSLATING CIRCUIT دارة لانتقال الكهرباء                                                                           | 1891114                         | 13 كانون أول 1932               |
| 16                      | POWER CONVERTING APPARATUS ELECTRIC جهاز لتغيير الطاقة الكهربائية                                                            | 1902468                         | 21 آذار 1933                    |
| 17                      | POWER CONVERTING APPARATUS جهاز لتغيير الطاقة                                                                                | 1907589                         | 9 أيار 1933                     |
| 18                      | ELECTRIC VALVE CONVERTING APPARATUS جهاز ذو صمام لتغيير الطاقة الكهربائية                                                    | 1918870                         | 18 تموز 1933                    |
| 19                      | MEANS FOR PREVERTING UNBALANCE IN RECTIFIER COMPOUNDING SYSTEMS وسائل لمنع إختلال التوازن في نظم التوصيل المركب للمقومات     | 1923749                         | 22 آب 1933                      |
| 20                      | SPACE DISCHARGE APPARATUS جهاز تفريغ حيزي                                                                                    | 1927807                         | 9 أيلول 1933                    |
| 21                      | ELECTRIC VALVE CONVERTING APPARATUS جهاز ذو صمام لتغيير الطاقة الكهربائية                                                    | 1929565                         | 10 تشرين أول 1933               |
| 22                      | ELECTRIC TRANSLATING CIRCUIT دارة لانتقال الكهرباء                                                                           | 1947231                         | 13 شباط 1934                    |
| 23                      | ELECTRIC VALVE CONVERTING APPARATUS جهاز ذو صمام لتغيير الطاقة الكهربائية                                                    | 1948360                         | 20 شباط 1934                    |
| 24                      | ELECTRIC VALVE CONVERTING APPARATUS جهاز ذو صمام لتغيير الطاقة الكهربائية                                                    | 1957229                         | 1 أيار 1934                     |
| 25                      | ELECTRIC VALVE CONVERTING SYSTEM نظام ذو صمام لتغيير الطاقة الكهربائية                                                       | 1961080                         | 29 أيار 1934                    |
| 26                      | ELECTRIC VALVE CONVERTING SYSTEM AND EXCITATION APPARATUS THERFOR نظام ذو صمام لتغيير الطاقة الكهربائية وجهاز إثارة لأجل ذلك | 1976463                         | 9 تشرين أول 1934                |
| 27                      | RECTIFIER COMPOUNDING SYSTEM نظام التوصيل المركب للمقومات                                                                    | 1984604                         | 1 كانون الثاني 1935             |
| 28                      | GLOW DISCHARGE EMEANSFOR TEMPRATURE CONTROL وسائل التفريغ التوهجي للتحكم في درجة الحرارة                                     | 1998943                         | 23 نيسان 1935                   |
| 29                      | ELECTRIC POWER CONVERTING APPARATUS جهاز لتغيير الطاقة الكهربائية                                                            | 2009788                         | 30 تموز 1935                    |
| 30                      | BALANCING MEANS FOR RECTIFIERS وسائل توازن للمقوّمات                                                                          | 2044593                         | 16 حزيران 1936                  |
| 31                      | COMPOUNDING SYSTEM FOR RECTIFIERS نظام التوصل المركّب للمقوّمات                                                                | 2046972                         | 7 تموز 1936                     |
| 32                      | ELECTRIC DISCHARGE DEVICE أداة تفريغ كهربائية                                                                                | 2059037                         | 27 تشرين الأول 1936             |
| 33                      | ELECTRIC VALVE CONVERTING SYSTEM نظام ذو صمّام لتغيير الطاقة الكهربائية                                                       | 2094819                         | 5 تشرين الأول 1937              |
| 34                      | ELECTRIC VALVE CONVERTING SYSTEM نظام ذو صمّام لتغيير الطاقة الكهربائية                                                       | 2094820                         | 5 تشرين الأول 1937              |
| 35                      | ELECTRIC VALVE CONVERTING SYSTEM نظام ذو صمّام لتغيير الطاقة الكهربائية                                                       | 2094821                         | 5 تشرين الأول 1937              |
| 36                      | ELECTRIC VALVE CONVERTING SYSTEM نظام ذو صمّام لتغيير الطاقة الكهربائية                                                       | 2114192                         | 12 نيسان 1938                   |
| 37                      | ELECTRIC VALVE CONVERTING SYSTEM نظام ذو صمّام لتغيير الطاقة الكهربائية                                                       | 2180998                         | 21 تشرين الثاني 1939            |

| 2- جدول اختراعات مشتركة |                                                                        |                    |                                 |                                 |
|                         | إسم الإختراع                                                           | إسم المخترع الشريك | مكتب التسجيل الإتحادي في واشنطن | مكتب التسجيل الإتحادي في واشنطن |
| رقم التسجيل             | إسم الإختراع                                                           | إسم المخترع الشريك | تاريخ التسجيل                   |                                 |
| 1                       | VAPOR ELECTRIC DEVICE أداة كهربائية بخارية                             | لويس روبنسن        | 1677689                         | 17 تموز 1928                    |
| 2                       | RECTIFYING SYSTEM نظام مقوّم                                            | هاربرت براون       | 1717312                         | 11 حزيران 1929                  |
| 3                       | SYSTEM OF DISTRIBUTION نظام للتوزيع                                    | هاربرت براون       | 1722194                         | 22 تموز 1929                    |
| 4                       | CONSTANT CURRENT TRANSLATING CIRCUITS دارات لإنتقال التيّار الثابت      | هاربرت براون       | 1844633                         | 8 شباط 1932                     |
| 5                       | ELECTRIC DISCHARGE DEVICE أداة تفريغ كهربائية                          | كارل هارسكند       | 1844687                         | 9 شباط 1932                     |
| 6                       | SPACE DISCHARGE DEVICE أداة تفريغ حيزي                                 | هاربرت براون       | 1871403                         | 9 آب 1932                       |
| 7                       | MEASUREMENT OF RECTIFIER VOLTAGE قياس فلطيات المقوم                    | تشانسي هونتي       | 1873667                         | 23 آب 1932                      |
| 8                       | ELECTRIC VALVE CONVERTING SYSTEM نظام ذو صمام لتغير الطاقة الكهربائية  | مارفن موراك        | 1938361                         | 28 تشرين ثاني 1933              |
| 9                       | ELECTRIC VALVE CONVERTING SYSTEM نظام ذو صمام لتغيير التيار الكهربائية | كارل هارسكند       | 2114193                         | 12 نيسان 1938                   |
| 10                      | TRANSFORMING MEANS وسائل تحويل                                         | لسلي مورتون        | 2168173                         | 1 آب 1939                       |

- [2]

## وفاته
في يوم الأحد 31 مارس 1935 توفي عن عمر 41 عاماً في حادث سيارة دارت حوله بعض الشكوك حيث عجز الأطباء عن تحديد سبب الوفاة خاصة وأن الصبّاح وجد على مقعد السيارة دون أن يصاب بأية جروح مما يرجح وجود شبهة جنائية. ونقلت جثته من أمريكا ليدفن في مسقط رأسه في لبنان.